# Courtella hladikae
Courtella hladikae är en stekelart som först beskrevs av Wiebes 1979.  Courtella hladikae ingår i släktet Courtella och familjen fikonsteklar. Inga underarter finns listade i Catalogue of Life.